# Gyöngyös
Gyöngyös is een stad in Hongarije 82 km ten oosten van Boedapest, 24 km ten noordoosten van Hatvan en op 47 ten zuiden van Eger. Het stadje met ruim 30.000 inwoners ligt op 171 meter hoogte en aan de uitlopers van het Mátragebergte en ligt op 18 km afstand van de hoogste berg, de Kékes (1015 m). Het is het centrum van een wijnbouwgebied.

## Geschiedenis
Op het Hoofdplein (Fő tér) staat de Bartholomeüskerk (Szent Bertalan-templom), die in de 18e eeuw in barokstijl werd gerenoveerd.
Ook aan de Vachot Imre utca bevinden zich enkele huizen in barokstijl. Er staat voorts een Grieks-orthodoxe kerk aan deze straat.
Het Mátramuseum herbergt voorwerpen van volkskunst en documenten met historische betekenis. Het is gevestigd in het 18de-eeuwse Orczy-kasteel, dat in 1826 zijn huidige vorm kreeg.
Vanuit Gyöngyös werden in 1906 twee smalspoorlijntjes naar Mátrafüred en Lajosháza aangelegd, die nog steeds in gebruik zijn.

## Bevolking
In 2001 verklaarde 97,5% van de bevolking van Gyöngyös etnisch Hongaars te zijn. Ongeveer 2% bestond uit de Roma en de overige 0,5% verklaarde een Duitse of Slowaakse etniciteit te hebben.
In 2011 verklaarde 94,8% van de bevolking van Gyöngyös etnisch Hongaars te zijn. Ongeveer 4,1% was Roma, 0,6% was Duits, 0,2% was Roetheens, 0,1% was Roemeens en 0,2% bestond uit andere etniciteiten. 

### Religie
De religieuze verdeling in 2011 was als volgt: 
- Rooms-Katholiek: 44,3%;
- Gereformeerd: 4,1%;
- Grieks-Katholiek: 0,4%;
- Luthers: 0,3%;
- Niet-confessioneel: 21,2%;
- Geen antwoord: 28,4%

## Geboren
- Pál Almásy (1818-1882), advocaat en politicus
- György Bálint (1919-2020), tuinder, journalist, schrijver en politicus
- Gábor Vona (1978), politicus

## Zustersteden
Gyöngyös is verzusterd met de onderstaande steden:
- Pieksämäki, Finland
- Ringsted, Denemarken
- Sanok, Polen
- Şuşa, Azerbeidzjan
- Târgu Secuiesc, Roemenië
- Zeltweg, Oostenrijk

Stad met comitaatsrecht (megyei jogú város): Eger

Steden (város): Bélapátfalva · Füzesabony · Gyöngyös · Gyöngyöspata · Hatvan · Heves · Kisköre · Lőrinci · Pétervására · Verpelét

Vlekken (nagyközség): Kál  · Parád  · Recsk

Overige gemeenten (község): Abasár · Adács · Aldebrő · Andornaktálya · Apc · Átány · Atkár · Balaton · Bátor · Bekölce · Besenyőtelek · Boconád · Bodony · Boldog · Bükkszék · Bükkszenterzsébet · Bükkszentmárton · Csány · Demjén · Detk · Domoszló · Dormánd · Ecséd · Egerbakta · Egerbocs · Egercsehi · Egerfarmos · Egerszalók · Egerszólát · Erdőkövesd · Erdőtelek · Erk · Fedémes · Feldebrő · Felsőtárkány · Gyöngyöshalász · Gyöngyösoroszi · Gyöngyössolymos · Gyöngyöstarján · Halmajugra · Heréd · Hevesaranyos · Hevesvezekény · Hort · Istenmezeje · Ivád · Kápolna · Karácsond · Kerecsend · Kisfüzes · Kisnána · Kömlő · Kompolt · Ludas · Maklár · Markaz · Mátraballa · Mátraderecske · Mátraszentimre · Mezőszemere · Mezőtárkány · Mikófalva · Mónosbél · Nagyfüged · Nagykökényes · Nagyréde · Nagytálya · Nagyút · Nagyvisnyó · Noszvaj · Novaj · Ostoros · Parádsasvár · Pély · Petőfibánya · Poroszló · Rózsaszentmárton · Sarud · Sirok · Szajla · Szarvaskő · Szentdomonkos · Szihalom · Szilvásvárad · Szúcs · Szűcsi · Tarnabod · Tarnalelesz · Tarnaméra · Tarnaörs · Tarnaszentmária · Tarnaszentmiklós · Tarnazsadány · Tenk · Terpes · Tiszanána · Tófalu · Újlőrincfalva · Vámosgyörk · Váraszó · Vécs · Visonta · Visznek · Zagyvaszántó · Zaránk